# Mesalina pasteuri
Mesalina pasteuri är en ödleart som beskrevs av  Bons 1960. Mesalina pasteuri ingår i släktet Mesalina och familjen lacertider. Inga underarter finns listade i Catalogue of Life.